# Cronaca di un assurdo normale
Cronaca di un assurdo normale è un film del 2012 diretto da Stefano Calvagna.
Il film, prodotto da Poker Entertainment, Timeline e Island Film, e scritto da Emanuele Cerquiglini (Emanuele Cerman) e Gustav Kammerspiel (Luigi Passarelli), è stato girato da un regista agli arresti domiciliari.
È stato presentato al Festival del cinema di Venezia e, con il titolo statunitense Bad Times, al "Sunshine Cinema" di New York. Dal 21 giugno 2012 il film è distribuito nelle sale italiane nel circuito UCI Cinemas.

## Trama
Il regista Stefano Calvagna mette in scena e interpreta la sua stessa storia: dopo aver subito un tentato omicidio a colpi di pistola il 17 febbraio 2009, viene arrestato dalla polizia e rinchiuso nel carcere di Regina Coeli con diverse accuse, inclusa quella di aver inscenato da solo il tentato omicidio. Nel mezzo troviamo inconsapevoli rapporti con esponenti della malavita, minacce, estorsioni, difficoltà produttive per la realizzazione del nuovo film, arresti domiciliari, emarginazioni professionali.